# کوین بال
کوین بال (انگلیسی: Kevin Ball؛ زادهٔ ۱۲ نوامبر ۱۹۶۴) بازیکن فوتبال اهل بریتانیا است.
از باشگاه‌هایی که در آن بازی کرده‌است می‌توان به باشگاه فوتبال پورتسموث، باشگاه فوتبال فولام، باشگاه فوتبال ساندرلند، باشگاه فوتبال کاونتری سیتی، و باشگاه فوتبال برنلی اشاره کرد.